# Біглопопівство
Біглопопі́вці — течія старообрядництва, яка виникла в 17 столітті. Назва пов'язана з тим, що громади приймали збіглих представників духовенства. Розбіжність з офіційним православ'ям переважно пов'язана з обрядовістю..
Пізніше, в середині XIX століття терміном, у більш вузькому сенсі, стали називати меншу частину старообрядців, які не визнали законним прийняття митрополита Амвросія і продовжували приймати втікачів священиків. 
Біглопопівці мають трьохчинную ієрархію, початок якої було покладено архієпископом Саратовським і Петровським Ніколою (Поздневим), у 1923-у який перейшов з обновленського розколу. Від архієпископа Ніколи отримали хіротонію й інші ієрархи колишньої «біглопоповської» церкви. Духовним центром вважається — Новозибков тому інколи віруючих які приймають цю ієрархію звуть — новозибківська згода, сама ж церква це Російська Древлеправославна Церква.